# Pieszyce
Pieszyce (udtale: [pʲɛˈʂɨt͡sɛ] tysk: Peterswaldau)  er en by  i  den sydlige del af  Voivodskabet Nedre Schlesien i det sydvestlige Polen.  Byen  har 6.959(2021) indbyggere og et areal på 17,72 km².  Den er en del af   powiatet (amt) Dzierżoniów.

## Geografi
Den ligger i den historiske region Nedre Schlesien på de nordlige skråninger af Uglebjergene, cirka 5 km sydvest for Dzierżoniów, og 56 km sydvest for den regionale hovedstad Wrocław.

## Historie
Waldhufendorf (de)-bosættelsen  i Hertugdømmet Schlesien, et af hertugdømmerne i det fragmenterede Polen, blev første gang nævnt i et skøde fra 1250. Den første kirke blev bygget i det 13. århundrede. I 1291 blev  den sammen med Świdnica til det schlesiske Hertugdømmet Jawor, som efter hertug Bolko 2. den Lilles død i 1368 blev regeret af den bøhmiske konge. 

## Galleri
- Panorama over Pieszyce med kirken St. Antonius
- Pieszyce slot
- Sankt Jakobs  kirke
- Kirken St. Antonius